# Криштофович, Мирон Емельянович
Мирон Емельянович Криштофович (18 (30) августа 1899 — 10 мая 1985) — участник революционного движения в Западной Беларуси, один из организаторов партизанского движения и антифашистского подполья в Брестской области.

## Биография
В 1931—1935 годах учился в Коммунистическом университете национальных меньшинств Запада.
С 1923 года на подпольной партийной работе в Западной Белоруссии, был секретарем Гродненского, Новогрудского, Белостокского, Слонимского и Брестского партийных комитетов. За революционную деятельность преследовался польскими властями и провел в заключении пять лет (1929—1935).
После воссоединения БССР с Западной Белоруссией в 1939 году работал в советских и партийных органах в Пружанском районе.
В годы Великой Отечественной войны секретарь Пружанского районного антифашистского комитета, заведующий Отделом Брестского районного комитета борьбы с немецкими оккупантами, заместитель секретаря Брестского областного антифашистского комитета, с 1943 года — комиссар партизанской бригады имени П. К. Пономаренко.
После войны в 1944—1947 годах был председателем Пружанского районного исполнительного комитета, в 1947—1948 годах был заместителем председателя Брестского облисполкома, в 1948—1954 годах — его председатель, а в 1954—1961 годах был первым заместителем.
Кандидат в члены ЦК КПБ, член ЦК КПБ в 1949—1960 годах.

## Награды
Награждён орденом Ленина, орденом Октябрьской Революции, орденом Красного Знамени, орденом Отечественной войны 1-й степени, орденом Отечественной войны 2-й степени, двумя орденами Трудового Красного Знамени, медалями.
Почетный гражданин г. Бреста (1967)

## Чествование памяти
В Бресте одна из улиц носит имя Мирона Криштофовича.